# Jean Balland

Kardinalswappen

Jean Marie Julien Kardinal Balland (* 26. Juli 1934 in Bué nahe Bourges, Frankreich; † 1. März 1998 in Lyon) war ein französischer Geistlicher und römisch-katholischer Erzbischof von Lyon und Primas von Frankreich.

## Leben
Jean Balland trat in das Päpstliche Französische Priesterseminar in Rom ein und studierte an der Päpstlichen Universität Gregoriana Katholische Theologie und Philosophie. 1956 schloss er die Studien mit dem Lizenziat in Philosophie und dem in Katholischer Theologie ab. Er studierte später an der Sorbonne in Paris, wo er sein Studium mit Doktortiteln in Philosophie und Theologie beendete. Am 3. September 1961 wurde er zum Priester geweiht. Nach seiner Priesterweihe war er Dozent am Priesterseminar in Bourges, welches er besucht hatte. In den Jahren von 1967 bis 1973 lehrte er in Tours.
Papst Johannes Paul II. ernannte Balland am 6. November 1982 zum Bischof von Dijon. Die Bischofsweihe spendete ihm der Erzbischof von Bourges, Paul Vignancour, am 12. Dezember desselben Jahres in der Kathedrale von Dijon; Mitkonsekratoren waren der Erzbischof von Lyon, Albert Decourtray, und der Erzbischof von Besançon, Lucien Daloz. Aus Anlass seiner Bischofsweihe wählte er sich den Wahlspruch “Veritatem facientes in caritate” (Eph 4,15 , deutsch: „Die Wahrheit in Liebe tun“). Am 8. August 1988 berief ihn Johannes Paul II. zum Erzbischof von Reims und am 27. Mai 1995 zum Erzbischof von Lyon. Am 21. Februar 1998 nahm ihn Johannes Paul II. als Kardinalpriester mit der Titelkirche San Pietro in Vincoli in das Kardinalskollegium auf. 
Kardinal Balland starb am 1. März desselben Jahres im Alter von 63 Jahren in einem Lyoner Krankenhauses an den Folgen eines Bronchialkarzinoms.